# 1935 w polityce

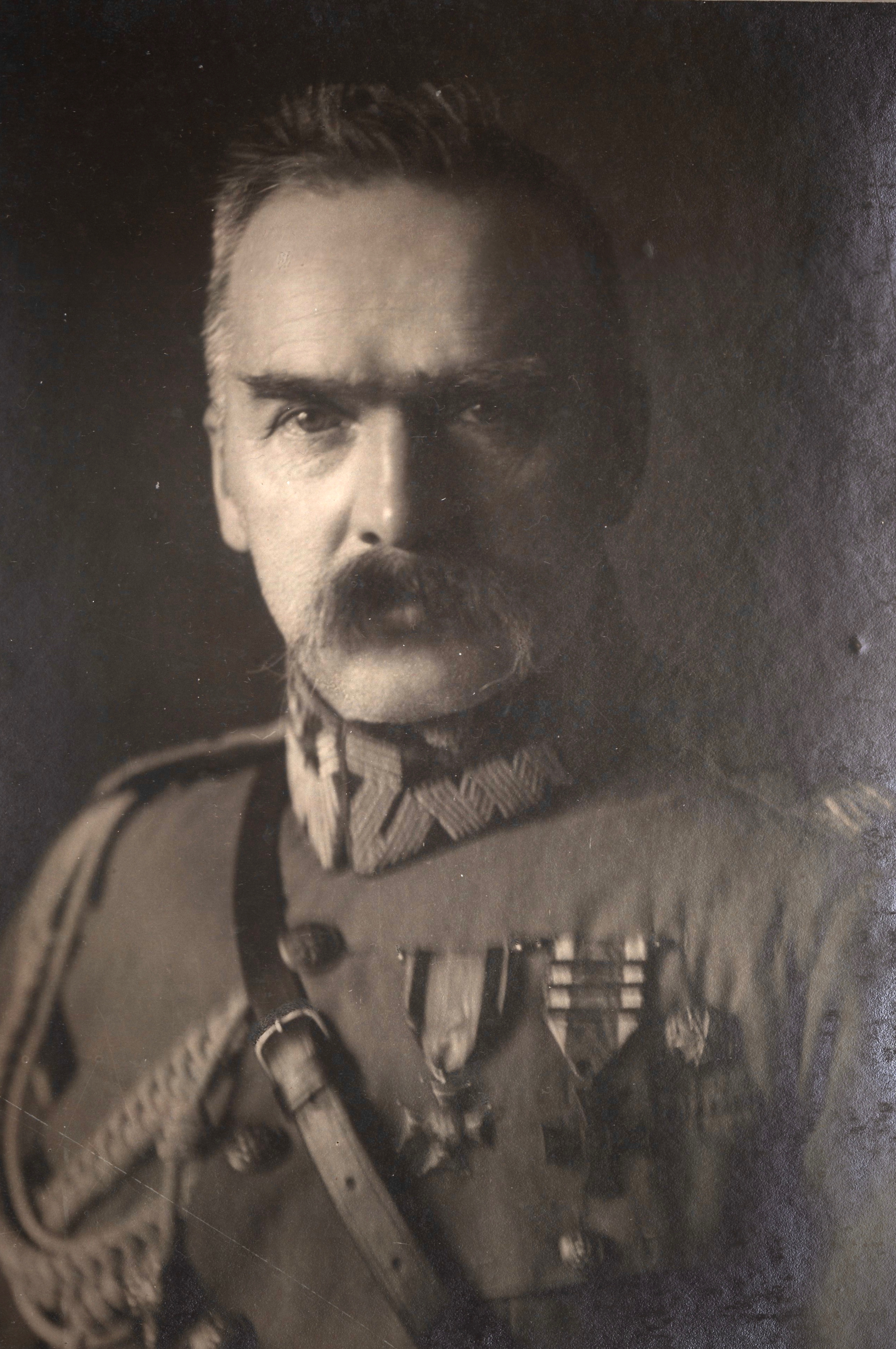
Józef Piłsudski

Wydarzenia polityczne w 1935 roku.

## Luty
- 28–29 lutego — w Białowieży odbyło się wielkie polowanie z udziałem prezydenta Ignacego Mościckiego, marszałka Senatu Władysława Raczkiewicza, dyrektora Lasów Państwowych Adama Loreta, generałów Kazimierza Sosnkowskiego i Kazimierza Fabrycego, jak również Hermanna Göringa[1].

## Marzec
- 6 marca – Adolf Hitler ogłosił powstanie Luftwaffe. W odpowiedzi Francja wprowadziła przedłużoną służbę wojskową[2].
- 16 marca – Reichstag uchwalił ustawę o powszechnym obowiązku służby wojskowej[2].
- 23 marca – Sejm uchwalił konstytucję kwietniową[3].

## Kwiecień
- 23 kwietnia – prezydent Ignacy Mościcki podpisał konstytucję kwietniową[2].

## Maj
- 12 maja – zmarł Józef Piłsudski. Ogłoszono żałobę narodową[4][5].
- 21 maja – Joachim von Ribbentrop zapowiedział, że Niemcy będą dążyć do rozbudowy morskich sił zbrojnych III Rzeszy[2].

## Lipiec
- 5 lipca – prezydent Stanów Zjednoczonych Franklin Delano Roosevelt podpisał ustawę regulująca stosunki prawne pomiędzy pracownikami Wagner-Connery Act a jej pracodawcami. Ustawa zagwarantowana prawo pracowników do zbiorowych negocjacji z pracodawcami[2].

## Sierpień
- 31 sierpnia – Kongres Stanów Zjednoczonych uchwalił ustawę o neutralności (Neutrality Act). Ustawę wprowadzono w wyniku groźby włoskiej agresji na Abisynię[2].

## Wrzesień
- 15 września – Reichstag uchwalił ustawy norymberskie[2].
- „Wielkie manewry kijowskie” – w manewrach wojskowych Armii Czerwonej wzięło udział 65000 żołnierzy, ponad 1000 czołgów, ponad 600 samolotów i ponad 600 dział, po raz pierwszy w historii dokonano desantu powietrznego w skali pułku[6]

## Październik
- 3 października – Włochy zaatakowały Abisynię bez formalnego wypowiedzenia wojny[2].
- 12 października – premier Walery Sławek podał się do dymisji[2].
- 13 października – nowym premierem Polski został Marian Zyndram-Kościałkowski[2].
- 30 października – rozwiązano Bezpartyjny Blok Współpracy z Rządem (BBWR)[7].
- Pokojową Nagrodą Nobla uhonorowano Carl von Ossietzky'ego. Decyzji Komitetu Pokojowej Nagrody Nobla w Oslo nie uznały władze niemieckie[2].